# John Tate (boxare)
John Tate, född den 29 januari 1955 i Marion, Arkansas, USA, död 9 april 1998 i Knoxville, Tennessee, var en amerikansk professionell boxare som under en kort period 1979-80 var världsmästare i tungvikt för organisationen WBA. 

## Karriär
Som amatör tog Tate OS-brons i tungviktsklassen 1976 i Montréal. I semifinalen slogs han ut av den kubanske tvåfaldige (och efter turneringen trefaldige) olympiske mästaren Teófilo Stevenson.
Tate vann den vakanta WBA-titeln efter Muhammad Alis tillbakadragande genom att besegra sydafrikanen Gerrie Coetzee på poäng efter 15 ronder. Detta i en match 20 oktober 1979 i Loftus Versfeld Stadium i Pretoria, Sydafrika.
Tate förlorade titeln redan i sitt första titelförsvar till sin landsman Mike Weaver 31 mars 1980. Weaver slog Tate knockout i den femtonde ronden när endast 45 sekunder återstod av matchen. Tate var vid tillfället före på alla domarkort och hade således bara behövt stå tiden ut för att behålla sin titel.

## Död
Den 9 april 1998 dog Tate av de skador han ådragit sig vid en bilolycka där han kört in i en kraftledningsstolpe. Det konstaterades senare att han under körningen fått en massiv stroke, orsakad av en hjärntumör. Tate hade dessutom kokain i sitt blod vid olyckstillfället.Två medpassagerare skadades inte allvarligt vid olyckan.

### Webbkällor
- Proffsboxningsmeriter för John Tate från Boxrec